# کن شوئبر
کن شوئبر (به انگلیسی: Ken Schwaber) (متولد ۱۹۴۵ در ویتون، ایلینوی) یک توسعه دهنده نرم‌افزار، مدیر محصول و مشاور صنعت است. او برای تدوین نسخه‌های اولیه چارچوب اسکرام و ارائه اسکرام به عنوان یک فرایند رسمی در OOPSLA 95 با جف سادرلند همکاری کرد.